# Moriokever
De moriokever (Zophobas morio) is een kever uit de familie van de zwartlijven (Tenebrionidae), evenals de meeltor, waar hij uiterlijk gelijkenis mee vertoont. De kever is vooral bekend omdat de larven ervan op grote schaal worden gekweekt als voer voor terrariumdieren. De zogenaamde moriowormen lijken sterk op zeer grote meelwormen en worden daarom ook weleens "superwormen" genoemd. Moriowormen zijn geschikt voor menselijke consumptie.

## Verbreiding
De kevers komen oorspronkelijk voor in Midden-Amerika, op Cuba en in delen van Zuid-Amerika.

## Kenmerken
De volwassen dieren hebben een zwarte kleur en bereiken een grootte tot 30 mm. Ze bezitten een klier aan het pygidium, waarmee ze een voor mensen stinkend afweersecreet kunnen uitscheiden.

## Larven en ontwikkeling

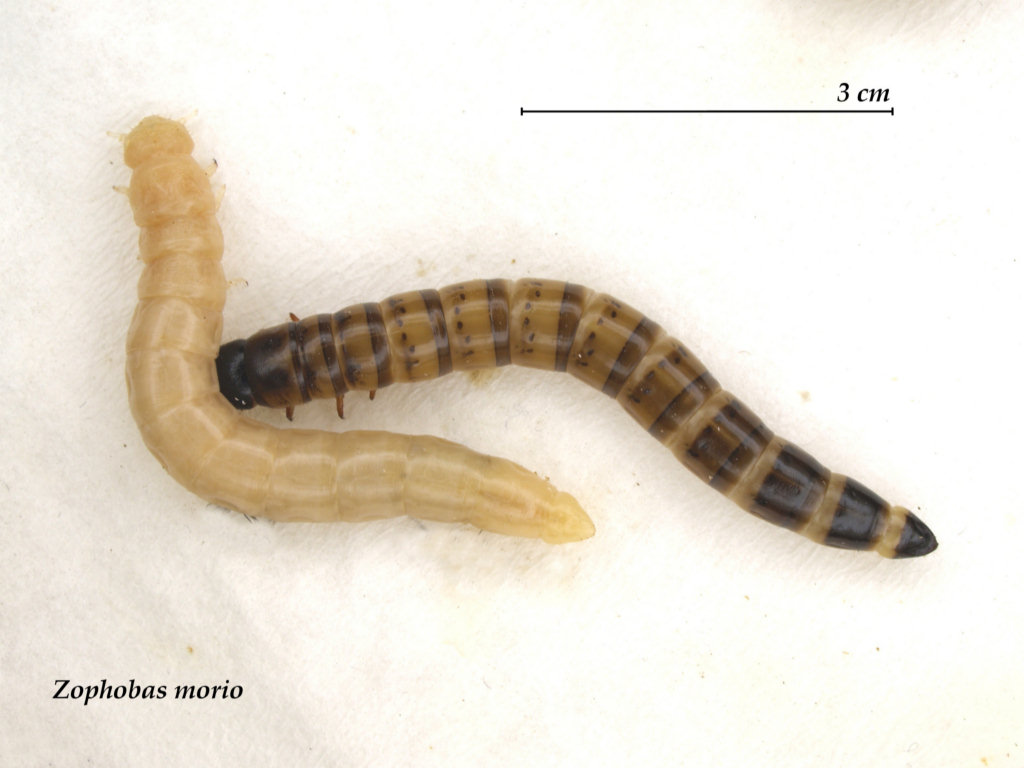
Zophobas morio, twee larven waarvan de linker net verveld is.

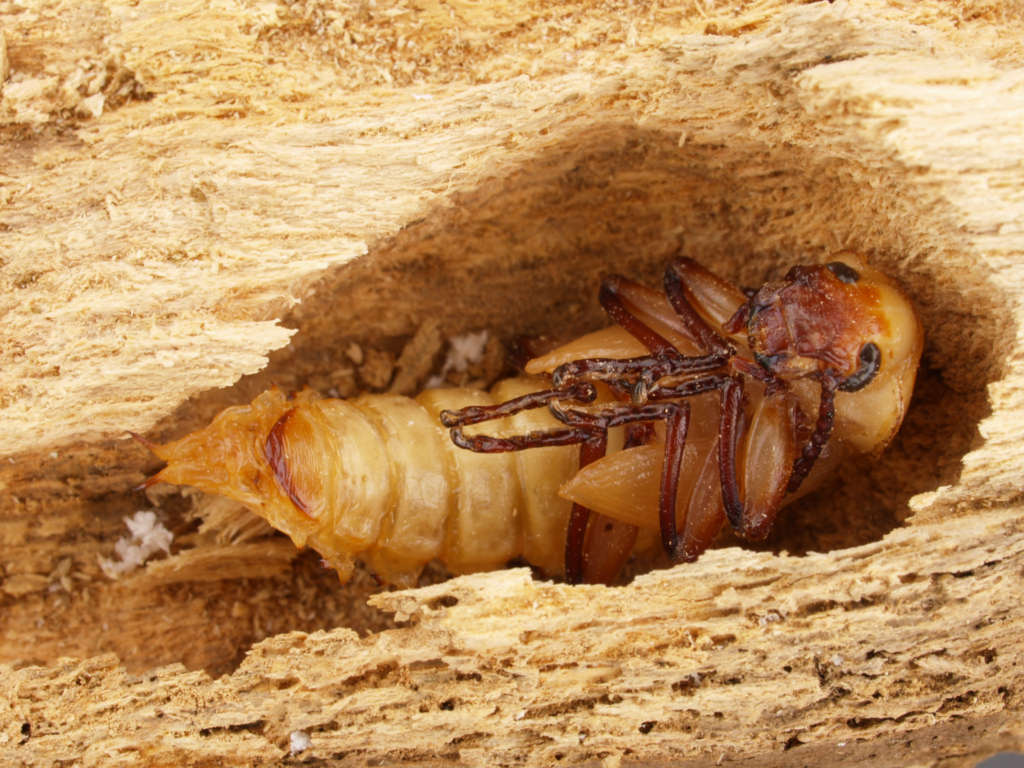
Pop van de Zophobas morio, net voor het uitkomen, ca. 2,5 cm

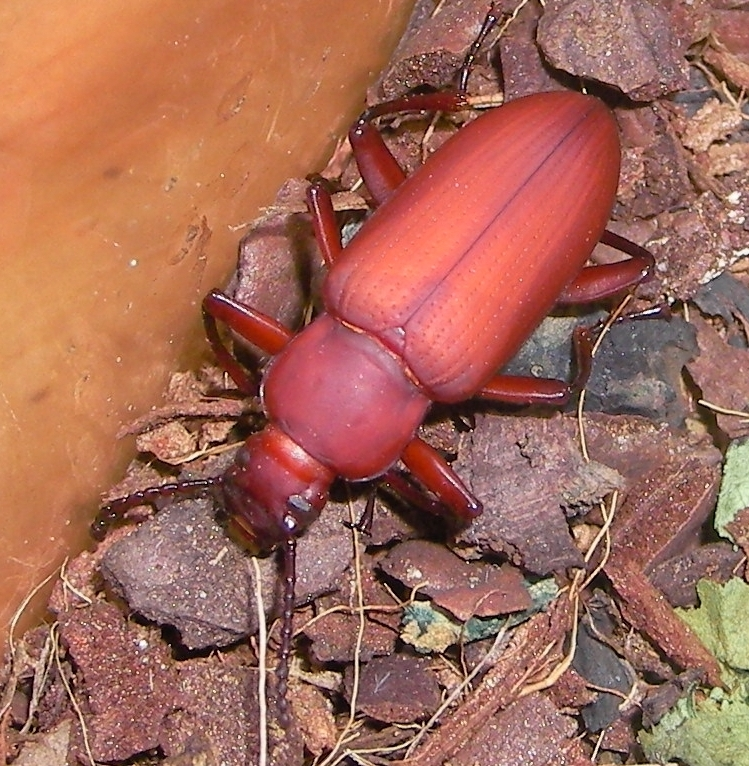
Zophobas morio net na het uitkomen van de pop

De larven zijn uiteindelijk ca. 6 cm lang, net voor het verpoppen. Ze kunnen met hun zes korte pootjes verrassend snel kruipen en hebben een erg glad lijf. Ze leven in de natuur (in tropisch Zuid-Amerika) in rottend hout, maar zijn zeer weinig kieskeurig wat betreft hun dieet. Ze eten in kweek vrijwel alles, bijvoorbeeld hondenbrokken of havermoutvlokken. Koel (dat wil zeggen bij kamertemperatuur) bewaard kunnen ze zeer lang (ca. een jaar) worden gehouden zonder zich te verpoppen.
Voor groei en kweek moeten ze bij temperaturen tussen 25 en 30 graden worden gehouden, bv. in een substraat van (loof)houtsnippers, aangevuld met wat voedselbrokjes. De vochtigheid moet voldoende hoog zijn, anders gaan ze elkaar opeten voor het vocht. Een stukje appel kan hierin voorzien.
Als de larve klaar is om te verpoppen, eet hij zich een tunnel in een stronk vermolmd hout, (of in het terrarium zelfs ook in een stuk piepschuim!) en verpopt, om een week of 2-3 later uit te komen. De ontwikkelingsnelheid is sterk afhankelijk van de temperatuur. De pop is van het exarate type en kan net als de larven bij beetpakken flink wriemelen om los te komen. De kever is bij uitkomen lichtgeel, net als de meeltor, en kleurt via kastanjebruin in ca. 1 week om naar zwart, wat langzamer dan de meeltor. Op een voedingsbodem met havervlokken geplaatst, met een stukje appel of wortel voor het vocht en bij 25-30 graden zullen de kevers snel eieren gaan leggen.

### Vertering van kunststof
De eigenschap van de moriowormen om piepschuim (polystyreen) te eten, leidde tot de ontdekking dat de wormen in staat zijn deze kunststof in kleine hoeveelheden te verteren. Dit werd door Chinese, Amerikaanse en Filipijnse wetenschappers onderzocht. In 2022 werd door wetenschappers van de Technische Universiteit Nanyang in Singapore beschreven dat in de darm van de wormen een speciaal type van de bacterie Pseudomonas aeruginosa huist, die voor deze biodegradatie verantwoordelijk is. Omdat een enkele worm slechts een paar milligram kunststof verteren kan, werd met gebruikmaking van de bacterie een soort kunstworm ontwikkeld, met het doel grotere hoeveelheden kunststof in onschadelijk restmateriaal te veranderen.